# Evergreen (comté de Conecuh, Alabama)
Pour les articles homonymes, voir Evergreen.
La ville d'Evergreen est le siège du  comté de Conecuh, dans l'État de l'Alabama, aux États-Unis. Au recensement de 2020, sa population était de 3 520 habitants.

## Toponymie
La ville est créée en 1819 dans la région du nom de Cosey's Old Field. Le nom Evergreen est choisi en référence aux pins verts présents dans cette région.

## Histoire
En 1861, le chemin de fer arrive en ville, permettant à celle-ci de prospérer.
Le siège du Comté de Conecuh, Sparta, est brûlé pendant la guerre de Sécession ; Evergreen, de par sa position centrale dans le Comté, en devient le nouveau siège en 1866,.

## Démographie
| 1880 | 1890  | 1900  | 1910  | 1920  | 1930  | 1940  | 1950  |
| ---- | ----- | ----- | ----- | ----- | ----- | ----- | ----- |
| 985  | 1 783 | 1 277 | 1 582 | 1 813 | 2 007 | 2 216 | 3 454 |

| 1960  | 1970  | 1980  | 1990  | 2000  | 2010  | 2020  | - |
| ----- | ----- | ----- | ----- | ----- | ----- | ----- | - |
| 3 703 | 3 924 | 4 171 | 3 911 | 3 630 | 3 944 | 3 520 | - |

## Source
- (en) Cet article est partiellement ou en totalité issu de l’article de Wikipédia en anglais intitulé « Evergreen, Alabama » (voir la liste des auteurs).